# Norwalk (Californië)
Norwalk is een stad in de Amerikaanse staat Californië en telt 103.298 inwoners. Het is hiermee de 225e stad in de Verenigde Staten (2000). De oppervlakte bedraagt 25,1 km², waarmee het de 234e stad is.

## Demografie
Van de bevolking is 9% ouder dan 65 jaar en bestaat voor 12,7% uit eenpersoonshuishoudens. De werkloosheid bedraagt 4,8% (cijfers volkstelling 2000).
Ongeveer 62,9% van de bevolking van Norwalk bestaat uit hispanics en latino's, 4,6% is van Afrikaanse oorsprong en 11,5% van Aziatische oorsprong.
Het aantal inwoners steeg van 94.195 in 1990 naar 103.298 in 2000.

## Klimaat
In januari is de gemiddelde temperatuur 13,3 °C, in juli is dat 22,8 °C. Jaarlijks valt er gemiddeld 299,7 mm neerslag (gegevens op basis van de meetperiode 1961-1990).

## Geboren
- Tiffany (1971), zangeres

## Plaatsen in de nabije omgeving
De onderstaande figuur toont nabijgelegen plaatsen in een straal van 8 km rond Norwalk.